# El Cool Magnifico (album)
El Cool Magnifico je čtvrté studiové album rappera Coolia. Album vyšlo 15. října 2002 u Riviera Records a bylo produkováno Cooliem, Vic. C, Devon Davisem a Jamie Jamesem. Byly vydány tři singly "I Like Girls", "Ghetto Square Dance" a "Sunshine".

## Tracklist
1. "What is an MC"
2. "Shake It Up"
3. "Cadillac Vogues"
4. "Show Me Love"
5. "I Like Girls"
6. "Ghetto Square Dance"
7. "Would You Still Be Mine"
8. "Sunshine"
9. "Hear Me Now"
10. "Island Hop"
11. "Like This" (feat. Ms. Toi)
12. "Skirrrt" (feat. B-Real)
13. "Knockout Kings"
14. "Gangbangers" (feat. Daz Dillinger & Spade)
15. "Pop Yo Collar"